# الكسندر جيلمور كوشران
الكسندر جيلمور كوشران هو محامي وسياسي أمريكي، ولد في 20 مارس 1846 في Allegheny, Pennsylvania ‏ في الولايات المتحدة، وتوفي في 1 مايو 1928. نشط حزبياً في الحزب الديمقراطي. وقد انتخب عضو مجلس النواب الأمريكي ‏.